# Маккаллиог, Джим
Джеймс Макка́ллиог (англ. James McCalliog; 23 сентября 1946), более известный как Джим Макка́ллиог — шотландский футболист, полузащитник. Выступал за английские клубы «Челси», «Шеффилд Уэнсдей», «Вулверхэмптон Уондерерс», «Манчестер Юнайтед», «Саутгемптон» и «Линкольн Сити», а также американский «Чикаго Стинг» и норвежский «Люн». Провёл пять матчей за национальную сборную Шотландии и забил один гол (в ворота сборной Англии в 1967 году, бывшей на тот момент действующим чемпионом мира).

## Клубная карьера
Маккаллиог играл в футбол за школьную сборную Глазго. В мае 1963 года подписал любительский контракт с английским клубом «Лидс Юнайтед». Однако уже спустя четыре месяца, в сентябре 1963 года, он перешёл в лондонский «Челси».
Профессиональный дебют Маккаллиога состоялся в его 18-й день рождения, 23 сентября 1964 года, в матче Кубка Футбольной лиги против «Бирмингем Сити». Всего в сезоне 1964/65 провёл за «Челси» 8 матчей и забил 3 мяча (в том числе «дубль» в ворота «Бирмингем Сити» в чемпионате 21 ноября 1964 года). В следующем сезоне провёл за «синих» 5 матчей, но  29 октября 1965 года был продан в «Шеффилд Уэнсдей» за 37 500 фунтов (трансферный рекорд для игрока, не достигшего 20 лет).
В свой первый сезон в «Шеффилд Уэнсдей» помог команде дойти до финала Кубка Англии, забив гол в полуфинале против «Челси» на стадионе «Вилла Парк». В финальном матче против «Эвертона» Маккаллиог открыл счёт в матче, однако «совы» в итоге проиграли со счётом 3:2. Выступал за «Шеффилд Уэнсдей» на протяжении четырёх сезонов, сыграв 174 матча и забив 27 мячей. 
В 1969 году перешёл в клуб «Вулверхэмптон Уондерерс» за 70 000 фунтов. В сезоне 1971/72 помог своей команде дойти до финала первого в истории розыгрыша Кубка УЕФА, забив важный гол в ворота «Ювентуса» в четвертьфинале. В двухматчевом финале «волки» встретились с лондонским клубом «Тоттенхэм Хотспур». В первом матче «Вулверхэмптон» усилиями Джима Маккаллиога забили только один мяч в ворота Пата Дженнингса, а «шпоры» ответили «дублем» Мартина Чиверса. Ответная игра завершилась вничью 1:1 (за «волков» забил Уагстафф, а за «шпор» Маллери), но по итогам двух встреч Кубок УЕФА отправился в Лондон, а Маккаллиог получил только медаль участника финала. В первые три сезона в составе «Вулверхэмптона» Джим был одним из ключевых игроков команды, но в сезоне 1973/74 из-за травм не всегда попадал в основной состав. В частности, он пропусти финал Кубка Футбольной лиги, в котором «волки» обыграли «Манчестер Сити». В общей сложности Маккаллиог провёл за «Вулверхэмптон Уондерерс» 210 матчей и забил 48 мячей с 1969 по 1974 год.
В марте 1974 года перешёл в «Манчестер Юнайтед» за 60 000 фунтов. Дебютировал за клуб 16 марта 1974 года в матче Первого дивизиона против «Бирмингем Сити». В апреле забивал за «Юнайтед» в трёх матчах чемпионата подряд: против «Ньюкасла», «Эвертона» и «Саутгемптона». Однако в следующих трёх матчах команда не смогла забить ни одного мяча, потерпев три поражения с одинаковым счётом 0:1, после чего «Манчестер Юнайтед»  выбыл во Второй дивизион. В сезоне 1974/75 «Юнайтед» завоевал чемпионский титул Второго дивизиона, обеспечив своё возвращение в высший дивизион, а Маккаллиог забил 3 мяча в 20 матчах лиги. По окончании сезона был продан в «Саутгемптон» за 40 000 фунтов.
В сезоне 1975/76 помог «Саутгемптону» дойти до финала Кубка Англии, отметившись забитыми мячами в третьем раунде против «Астон Виллы» и в шестом раунде против «Брэдфорд Сити». В финальной игре, в которой «Саутгемптон» встретился с бывшим клубом Маккаллиога «Манчестер Юнайтед», Джим провёл на поле все 90 минут, отдав голевую передачу на Бобби Стокса. Гол Стокса стал единственным в той игре. Таким образом Маккаллиог выиграл свой первый футбольный трофей. В сезоне 1976/77 проиграл конкуренцию за место в основном составе «Саутгемптона Алану Боллу, и в 1977 году покинул клуб. В общей сложности он провёл за «святых» 90 матчей и забил 12 мячей.
В 1977 году отправился в США, где играл за клуб Североамериканской  футбольной лиги «Чикаго Стинг». В следующем году короткое время занимал должность играющего тренера в норвежском клубе «Люн». В сентябре 1978 года вернулся в Англию, став играющим тренером в клубе «Линкольн Сити», но из-за конфликта с главным тренером Колином Мерфи покинул клуб в начале 1979 года. Позднее в том же году короткое время был играющим тренером в английском клубе «Ранкорн (футбольный клуб)», после чего завершил карьеру и стал управляющим паба.
В марте 1990 года, после увольнения главного тренера клуба «Галифакс Таун» Билли Эра, Джим Маккаллиог был приглашён на должность главного тренера этой команды. Его тренерская карьера не была долгой и успешной: по итогам сезона 1990/91 «Галифакс» занял 22-е (третье с конца) место в Четвёртом дивизионе Футбольной лиги, а в октябре 1991 года Маккаллиог подал в отставку.

## Карьера в сборной
Джим Маккаллиог выступал за школьные, юношеские и молодёжные сборные Шотландии разных возрастов. За первую сборную Шотландии дебютировал в возрасте 20 лет 15 апреля 1967 года в матче против действующего чемпиона мира, сборной Англии, на стадионе «Уэмбли». Забил в той игре третий гол шотландцев, оказавшийся победным: Шотландия выиграла этот принципиальный матч со счётом 3:2. Всего провёл за первую сборную Шотландии пять матчей.

## После завершения футбольной карьеры
После завершения карьеры игрока управлял пабом в Литеме, Ланкашир. После ухода из «Галифакс Таун» со своей второй женой переехал в Йоркшир, где управлял пабом George & Dragon в Уэтерби. Затем развёлся со второй женой и в конце 2005 года переехал в Лидс, где управлял пабом-отелем формата B&B King's Arms в Фенике, Ист-Эршир. В 2010 году вместе с третьей женой Дебби начал управлять пабом-отелем в Фенике под названием Langside Bed and Breakfast.

## Достижения
Шеффилд Уэнсдей
- Финалист Кубка Англии: 1966

Вулверхэмптон Уондерерс
- Финалист Кубка УЕФА: 1972

Манчестер Юнайтед
- Победитель Второго дивизиона Футбольной лиги: 1974/1975

Саутгемптон
- Обладатель Кубка Англии: 1976